# 賤民
賤民（賎民、せんみん）とは、通常の民衆よりも下位に置かれた身分またはその者を指す。

## 起源
自己もしくは、自己の属する多数派集団と異なるものに対する警戒感である。往々にして、他者は己と違った言語と習慣を有する。
農耕社会では、自己と同一の意識と生活を有する農民に対しては、警戒感は惹起しない。しかし、農民でなく、定住もしていない芸能人や手工業者に対しては、自己と異なる特別の世界に住む者として認識された。

## 日本

### 奈良時代
律令制度で、賎民を制度化した。民衆を良民と賤民（五色の賤）とに分け、農民である良民には租・庸・調・納税・雑徭の義務を課した。賤民にはこれらの義務がなく、また良民だからと言って権利があるわけでもなく、不自由な良民よりも、自由な賤民を選択する者が続出した。また賤民のなかでも奴婢は売買されることもあった。

### 中世
律令制度が崩壊することにより、奈良時代の賤民制度も崩壊してきた。しかし、それ以後は、仏教思想を根拠にした賤民制度が登場した。人の死に関わったり、病気・事故・戦争などでの死牛馬の処理に関わったりする者を、賤民とするものである。また、戦国時代には、畿内の戦国大名である三好長治が穢多の子を小姓として寵愛したり、武士が穢多の女を嫁に娶ったという実例もある。

### 江戸時代
武士・百姓・町人（いわゆる士農工商）の枠外に賤民階級が置かれたとされている。
各村の「村明細帳」などに「殺生人」と記される「漁師」・「猟師」などの曖昧な存在もあり、士農工商以外を単純に賤民とすることはできない。また皇族や公家は賤民扱いしないが、僧侶・神職のなかには巫・巫覡として賤民の範疇に入れられた者もいた。百姓・町人を平人と総称して賤民と区分することもある。
穢多（えた）は、死牛馬（「屠殺」は禁止されていた）の皮革加工、履物職人、非人の管理などを主な生業とした。
職業は時代によって差があり、それらは総じて穢多頭、非人頭によって支配されている者達を指した。現代では穢多頭、非人頭によって支配された職業を賤民と定義されている。
井戸掘りや造園業、湯屋、能役者、歌舞伎役者、野鍛冶のように早期に穢多頭支配からの脱却に成功した職業もある。
諸職人（刀鍛冶や、石工、仏師など）や舟渡、陰陽師、宿曜師、山伏、禰宜、巫女、白拍子、舞々、楽人、瓦版売りなど。
非人には非人頭の配下に属する抱え非人と野非人（浮浪者）など区別があり、心中の生き残り、近親相姦者、税金不納者、権力に収容された野非人（病人を含む）がこの身分に置かれた。穢多とは異なり、彼らには非人化から10年以内であれば脱出（足洗い）の機会が与えられた。奴隷労働から脱走し、逮捕されると腕に入れ墨を入れられて脱走回数が記録された。3回の脱走で死刑となった。行刑役も非人が負わされた。

### 近代
江戸時代の賤民制度は、四民平等をもって廃止された。
江戸時代には家畜解体業や革細工などの専用の職業が与えられたり、特定の物品の専売権を持つ事により、結果的に生活の安定は最低限保障（場合によっては一般の平民以上の富者となるものもいた）されていた。しかし近代の四民平等は名目のみであり、その解消のための具体的な施策が行われなかった。そのために他業種への転職が滞ることになった。その一方で専用であった業種への新規参入する人々が現れ、市場競争が始まった。その結果、生活基盤が崩壊する貧民が続出して部落差別問題の深刻化の一因ともなった。

## インド
インド社会の根底にはヒンドゥー教の輪廻転生の原理がある。無条件で輪廻転生できる聖職者のバラモンを頂点とし、厳しい条件（儀式）付きで輪廻転生できる多数の庶民が奴隷階級であり、両者の間に王族・平民（商人）の2階級があり、計4階級からカースト制度は成り立っている。さらにこの4階級の下に絶対に輪廻転生できないとされる人々が賤民（アウト・カースト）とされて存在している。釈迦はこのような社会に登場し、すべての人々（牧畜業、漁業関係者などの生物の命を奪う職業の人々も含む）が輪廻転生可能であることを説き、信仰を集めた。このため、結果として賤民とされる人々に仏教徒が多いという現象を生じた。また、キリスト教のように霊魂の不滅を信じたり、日本の神道のように祖霊を信ずる異教徒に対する差別が現在でも根深く存している（日本のように神道の祖先崇拝が「御先祖様」として仏教と混交している状態はインドではなかなか理解されない）。

## 中国
古代において、すでに膨大な数の奴婢や生口等の奴隷が労働力の中核を成し、社会に存在した。唐代にこれら奴婢等は、国家制度となり律令制に取り込まれて賤民となった。

### 唐
唐律の注釈書である唐律疏義によれば、人民は自由とされる良民と隷属する賤民とに区別されており、賤民は多くの制限があった。賤人制度で賤民は奴婢とその他に分けられ、その中でも国が保有する官奴婢と、個人が所有する私奴婢が存在した。良人との婚姻禁止を設けるなど法律上も特殊な扱いで、権利義務は良人と明確に異なっていた。
- 国に従属する者（官賤民）- 官奴婢、官戸、雑戸、工樂、太常音聲人
- 個人に従属する者（私賤民）- 私奴婢、部曲、部曲妻、客女、随身

## 朝鮮
朝鮮では、僧侶、胥吏、女官、妓生、医女、男寺党、奴婢、白丁などが賤民とされた。賤民階級の中でも白丁が最下級とされた。李朝八賤のなかには仏教の僧侶も含まれていた。漢陽（ソウル）では城内には寺も建てさせなかった。賤民のなかには李氏朝鮮に敗北した地方豪族（将軍）の子孫も含まれている。その血統は明らかで、日本の落人伝説のようにあいまいなものではない。賤民の中でも奴婢と白丁の差は大きかった。奴婢は、一般の村に住み、良民との結婚もできたが、白丁は、一般の村に住めず、良民とは結婚できなかった。